# Sông Nước Trong (Đồng Nai)
Sông Nước Trong là một con sông đổ ra Sông Bé. Sông Nước Trong chảy qua các tỉnh Bình Phước, Bình Dương .
Sông có chiều dài 34 km và diện tích lưu vực là 133 km².